# Брезє (Радовлиця)
Брезє (словен. Brezje) — поселення в общині Радовлиця, Горенський регіон, Словенія. Висота над рівнем моря: 483 м.